# 易门小檗
易门小檗（学名：Berberis pruinosa var. barresiana）为小檗科小檗属下的一个变种。

## 扩展阅读
- 維基物種上的相關：易门小檗